# Gowdathatagadde, Srinivaspur
Gowdathatagadde là một làng thuộc tehsil Srinivaspur, huyện Kolar, bang Karnataka, Ấn Độ.